# SLC25A16
SLC25A16‏ (Solute carrier family 25 member 16) هوَ بروتين يُشَفر بواسطة جين SLC25A16 في الإنسان.